# Jackie Mason
Jackie Mason, pseudonimo di Yacov Moshe Maza (in ebraico יעקב משה מזא‎?; Sheboygan, 9 giugno 1928 – New York, 24 luglio 2021), è stato un comico, cantante e attore statunitense.

## Biografia
Jackie Mason nacque a Sheboygan (Wisconsin) da una famiglia di religione ebraica ortodossa, ultimo dei quattro figli, ed unico nato negli Stati Uniti, di Eli Maza e Belle Gitlin. Inizialmente destinato a una vita religiosa, divenne rabbino a 25 anni, ma abbandonò presto quel ruolo per dedicarsi alla carriera di comico.

## Filmografia parziale
- The Stoolie, regia di John G. Avildsen (1972)
- Lo straccione (The Jerk), regia di Carl Reiner (1979)
- Due palle in buca (Caddyshack II), regia di Allan Arkush (1988)